# Oriol Villar
Oriol Villar és un destacat publicista català que el 2016 va rebre el Premi Nacional de Comunicació en la seva categoria de Premi Nacional de Publicitat.
Villar va ser el fundador i director creatiu de l'agència Villa-Rosàs, de la qual es desvinculà en 2013 per iniciar una carrera professional independent dins del món de la creació i producció de publicitat. Ha treballat en campanyes publicitàries per a Nike, Inc., Amena, l'ONCE, Coca-Cola, la Creu Roja, Caja Madrid. Entre les seves creacions més destacades estan el seu treball com a director creatiu del curt d'Estrella Damm en col·laboració amb el director de cinema Alejandro Amenábar, en una campanya protagonitzada per Dakota Johnson, Quim Gutiérrez i Natalia Tena, on Villar escriví el guió conjuntament amb Amenábar. Oriol Villar ha estat impulsor de grans eslògans publicitaris, anuncis tan icònics i personals com el “Doble o Nada”, “Recuerda mi nombre” o “Mediterráneamente”.
En l'entrega del Premi Nacional de Publicitat el jurat ha valorat les seves campanyes publicitàries, "perfeccionistes i curoses amb els detalls, que ofereixen un producte o un servei, però també un ambient i una certa filosofia de vida: una visió local amb vocació universal".